# Il Resto del Carlino
Il Resto del Carlino (произносится «Иль ре́сто дель карли́но») — итальянская региональная ежедневная газета, одна из старейших в стране.

## История
Газета является одной из старейших газет в Италии, издание которых продолжается до сих пор — её первый номер вышел в Болонье 21 марта 1885 года. Название газеты (дословно c итал. — «Сдача с карлино») происходит от любопытной бизнес-модели, выбранной основателями издания: карлино называлась золотая или серебряная монета Папского государства, вышедшая из обращения после объединения Италии в середине XIX века, однако тем же словом в разговорном языке на момент основания газеты именовали монету в 10 чентезими. В конце XIX века в Италии было мало газетных киосков, а газеты продавались в основном в табачных лавках; сигара стоила 8 чентезими, а на газету её создатели установили цену в 2 чентезими — таким образом на сдачу с карлино при покупке сигары покупатель мог приобрести газету, о чём прямо сообщалось в её названии.
Газета входит в издательскую группу Monti Riffeser и образует вместе с изданиями Il Giorno и La Nazione объединение региональных ежедневных газет Quotidiano Nazionale (с итал. — «Национальный ежедневник»). Газета имеет 14 региональных выпусков в областях Эмилия-Романья и Марке и в провинции Ровиго.

## Тираж
В середине 1980-х годов тираж газеты составлял 203 900 экземпляров. В ноябре 2012 года средний ежедневный тираж равнялся 167 431 экземплярам. В январе 2023 года тираж составлял 85 980 экземпляров (без учёта электронных экземпляров).